# Экранизации произведений Александра Пушкина
Экраниза́ции произведе́ний Александра Пушкина — многочисленная фильмография, имеющая важное значение для культуры России.
 Снимать фильмы по произведениям классика литературы в России начали практически сразу с проникновением кинематографа в страну.

Об истории кинематографа вообще трудно говорить, не упоминая имени Пушкина. С 1907 по 1917 год были экранизированы (и по нескольку раз) почти все его прозаические произведения, за исключением «Гробовщика», «Истории села Горюхина», «Кирджали» и «Египетских ночей». Правда, в ту пору речь могла идти лишь о киноиллюстрациях, которыми сопровождалось чтение пушкинских произведений, а несколько позднее — о киноинсценировках, которые опять-таки не шли дальше иллюстрирования.
— Н. С. Горницкая, киновед
Частое обращение в эпоху немого кино к текстам Пушкина, возможно, связано с необходимостью раскрутки нового жанра: «для хороших продаж и продвижения на экранах нужно имя, известное во всей Российской империи». В раннем немом кино было экранизировано даже несколько стихотворений поэта. Из фильмов, снятых по Пушкину до Революции, на сегодня сохранилось 15 — от коротких и безвкусных лубков до полнометражной «Пиковой дамы».
Официальной датой рождения русского кино считается 15 октября 1908 года. Если же вести отсчёт по кино-пушкиниане, то оно старше на целых полтора года. В начале 1907-го Александр Дранков в летнем театре «Эдем» Санкт-Петербурга перенёс на плёнку фрагмент трагедии «Борис Годунов» в исполнении артистов одного из столичных театров. Фильм не удалось снять до конца. Исполнитель роли Бориса разругался с режиссёром и бросил дело на полдороге. Однако в августе того же года ленту под названием «Сцены из боярской жизни» всё же демонстрировали в Петербурге. Это было первое появление пушкинских персонажей перед кинозрителями. За десять последующих лет отечественное кино обращалось к текстам Пушкина 52 раза. Живой классик Лев Толстой, проживший полтора десятилетия при синематографе, не мог похвастаться таким вниманием к своим произведениям.
Проблема соотношения литературы и кино впервые всерьез была поставлена в середине 1910-х годов. «Интересно, что это совпало с постановкой именно пушкинского фильма — „Пиковой дамы“ Я. Протазанова в 1916 году. Может, это было случайным совпадением, однако именно вслед за появлением „Пиковой дамы“ журнал „Проэктор“ выступил с обсуждением задач, возникающих перед режиссёром при экранизации».
Революция и Гражданская война мгновенно пресекла активную деятельность многочисленных частных кинокомпаний. Однако фильмы по Пушкину продолжали снимать: «то, что три кинофирмы в 1918 году обратились к „Повестям Белкина“, характеризует Пушкина как некую личность, остававшуюся эталоном нравственности, культуры, чести и художественного уровня в абсолютно разрушенной стране». В 1927 году, к 90-летию со дня гибели поэта, был снят биографический фильм «Поэт и царь», который подтвердил интерес публики к теме.
«По мере развития киноискусства росло понимание и сложности задач, стоящих перед киноинтерпретацией литературы. Снова и снова возникали сомнения по поводу возможности экранизации вообще и, в частности, экранизации Пушкина. В 1925 году во время очередного дискуссионного прилива журнал „Советское кино“ опубликовал статью, где говорилось, что „Пушкин и кинолента так же несовместимы, как проселок и железная дорога, как деревенская тишь и грохот большого фабричного города. Несовместимы прежде всего потому, что кинематограф подчеркивает там, где поэт только намекает“».
В 1936 году в фильме «Дубровский» по желанию Сталина был переснят финал — добавились массовые сцены бунта. К столетней годовщине гибели Пушкина вышло сразу два биографических фильма о поэте: «Юность поэта» и «Путешествие в Арзрум». «Государственная начинка этих культпросвет-пирожков сочилась по всем краям», пишет критик. «На некоторые проекты кино в предвоенные годы было наложено жёсткое вето. Например, не дали снять „Пиковую даму“, хотя известны как минимум три попытки экранизации повести в конце 1930-х. Люди сведущие говорят, что Сталин втайне ценил немую картину 1916 года и не желал перемены своих впечатлений».
В конце 1950—1960-х годах наступает эпоха масштабных классических экранизаций опер по произведениям Пушкина. «Соединение лучших драматических актёров того времени с лучшими оперными голосами давало поразительный эффект синтетического воздействия на зрителя». Хрущёвская оттепель отметилась в кинопушкиниане единственной художественной лентой — фильмом «Капитанская дочка» (1959).
В 1999 году к двухсотлетию со дня рождения поэта Госфильмофонд подготовил справочник «Пушкинский кинословарь» — первый в истории киноведения.

## Экранизации

### Алеко
- 1953  — Алеко — фильм-опера. Режиссёр Григорий Рошаль, Сергей Сиделёв

### Анджело
- 1920   — Анджело — утерянный фильм, предположительно по Пушкину

### Арап Петра Великого
- 1976  — Сказ про то, как царь Пётр арапа женил

### Бахчисарайский фонтан
- 1909   — Бахчисарайский фонтан. Сцен. и реж. Яков Протазанов. Первая экранизация Пушкина в точном понимании термина. Не вышел на экраны по причине технического брака. Фильм не сохранился
- 1917  — Ванда Варенина (Wanda Warenine), Италия, реж. Риккардо Толентино
- 1953  — Бахчисарайский фонтан, в фильме-балете «Мастера русского балета», композитор Борис Асафьев. Постановка Ростислава Захарова. В ролях: Галина Уланова (Мария), Майя Плисецкая (Зарема)

### Борис Годунов
- 1907   — Сцены из боярской жизни (Борис Годунов; Дмитрий Самозванец) — первая запись на плёнку произведения Пушкина. Первое синематографическое ателье А. Дранкова. Режиссёр И. Шувалов. Фильм не сохранился
- 1911   — Борис Годунов. Кинодекламация в исполнении Н. Борецкого-Косякова. Фильм не сохранился
- 1912  — Борис Годунов. Говорящая картина. Труппа под управлением Н. Ф. Плескова
- 1954  — Борис Годунов, фильм-опера, реж. Вера Строева. В ролях: Александр Пирогов (Борис Годунов), Никандр Ханаев (князь Василий Шуйский)
- 1966  — Борис Годунов. Испания. Эпизод телесериала Novela
- 1975  — Борис Годунов. Испания. Эпизод телесериала Estudio 1
- 1980  — Борис Годунов Опера. Франция. Реж. Дирк Сэндерс. Годунов — Руггеро Раймонди
- 1986  — Борис Годунов, реж. Сергей Бондарчук
- 1987 — Борис Годунов Опера. Реж. Дерек Бэйли. Борис — Евгений Нестеренко. Постановка Большого театра
- 1987  — Борис Годунов, фильм-опера, «Укртелефильм», реж. Борис Небиеридзе. В ролях: Анатолий Кочерга (Борис Годунов). Оркестр и хор Киевского театра оперы и балета УССР им. Т. Г. Шевченко, дирижёр Степан Турчак
- 1989 — Борис Годунов Опера. Франция, Испания, Югославия, фильм-опера. Реж. А. Жулавский, дирижёр М. Ростропович; Р. Раймонди — Борис, Г. Вишневская — Марина
- 1990  — Борис Годунов Опера. Великобритания. Реж. Хамфри Бертон. Годунов — Роберт Ллойд, Марина — Ольга Бородина. Постановка Ковент-Гарден
- 2010  — Борис Годунов Опера. Проект The Met: Live in HD (Метрополитен-опера). Годунов — Рене Папе
- 2011 — Борис Годунов, реж. Владимир Мирзоев

### Братья разбойники
- 1912  — Братья-разбойники, фильм Василия Гончарова. Актёры: Арсений Бибиков (старший брат), Иван Мозжухин (младший брат)
- 1912   — Братья-разбойники, фильм Владимира Кривцова. Актёры: А. Горбачевский, Владимир Кривцов. Фильм не сохранился
- 1914   — Братья-разбойники (Привольная степь). Сцен. и реж. И. Вронский и Евгений Петров-Краевский. Актёры: Евгений Петров-Краевский и Владимир Сашин. Вольная и неудачная попытка экранизации одноимённой поэмы; после запрещения картина была перемонтирована и вновь выпущена в 1915 году под названием «Степные орлы» (см. ниже). Фильм не сохранился
- 1914   — Степные орлы (Понизовая вольница, Волжские разбойники, Братья-разбойники). Сцен. и реж. И. Вронский и Евгений Петров-Краевский. Актёры: Евгений Петров-Краевский и Владимир Сашин (братья-разбойники), В. Горская. Перемонтаж фильма «Братья-разбойники», выпущенного в 1914 году (см.). Так как картина отличается по метражу от первоначального варианта, возможно, были произведены досъёмки. Фильм не сохранился

### Воевода
- 1910   — Воевода, кинодекламация. Ателье Ханжонкова, в постановке и исполнении Петра Чардынина; позднее картина сопровождалась выступлением В. А. Морского. Фильм не сохранился
- 1911   — Воевода. «Продафильм». Сцен. и реж. А. Алексеев; опер. Александр Булла. Актёры: А. Бурьянов (воевода), А. Соколовская (панна), Брынский (молодой пан), Ленский (хлопец). Фильм не сохранился
- 1914   — Воевода. Производство М. И. Морского. Исполнитель, вероятно, В. А. Морской. Фильм не сохранился
- 1914   — Воевода, кинодекламация. «Бр. Пате», исполнитель неизвестен. Фильм не сохранился

### Граф Нулин
- 1959  — Граф Нулин Фильм-балет. Композитор Борис Асафьев, балетмейстер и реж. Владимир Варковицкий. В ролях: Ольга Лепешинская (Наталья Павловна), Александр Радунский (её супруг), Сергей Корень (граф Нулин)

### Домик в Коломне

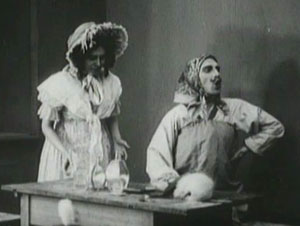
Кадр из фильма «Домик в Коломне», 1913

- 1913  — Домик в Коломне. Реж. Пётр Чардынин. Актёры: Прасковья Максимова (вдова), Софья Гославская (её дочь), Иван Мозжухин (гусар, он же Мавруша)

### Дубровский
- 1911   — Дубровский. Экранизация отрывков из повести (точнее, вероятно, одноимённой оперы И. Направника). Фильм не сохранился
- 1913   — Дубровский. Реж. Алексей Гурьев. Актёры: А. Бестужев (Владимир Дубровский), Николай Панов (его отец). Фильм не сохранился
- 1921  — Дубровский, атаман разбойников (Dubrowsky, der Räuber Ataman), Германия, Пётр Чардынин
- 1925  — Орёл' (The Eagle) — голливудский немой фильм с сильно изменённым сюжетом; в главной роли — Рудольф Валентино
- 1936  — Дубровский, реж. Александр Ивановский
- 1946  — Чёрный орел (Aquila Nera), Италия, Риккардо Фреда
- 1961  — Дубровский Опера. Реж. Виталий Головин. В главной роли Сергей Лемешев
- 1961  — Дубровский (Doubrowsky), Франция, реж. Ален Боде. Эпизод телесериала Le théâtre de la jeunesse
- 1961  — Что хорошего в этой жизни (Pa'qué me sirve la vida) Мексика, реж. Хайме Сальвадор
- 1989  — Благородный разбойник Владимир Дубровский реж. Вячеслав Никифоров — фильм и 4-х серийная расширенная телеверсия под названием «Дубровский» (1988)
- 2014  — Дубровский, реж. Александр Вартанов и Кирилл Михановский

### Евгений Онегин

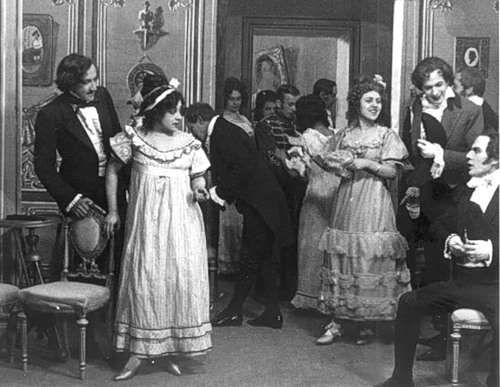
Кадр из фильма «Евгений Онегин» 1911 года

- 1911  — Евгений Онегин. Немой фильм. В роли Онегина — Пётр Чардынин
- 1958  — Евгений Онегин'. Фильм-опера. В роли Онегина — Вадим Медведев, партию исполняет Евгений Кибкало. В роли Татьяны — Ариадна Шенгелая, партию исполняет Галина Вишневская. В роли Ольги — Светлана Немоляева
- 1963  — Евгений Онегин Опера. Германия. Реж. Рудольф Хартманн. Онегин — Германн Прей. Постановка Баварской оперы
- 1966  — Oopperaviuhka Опера, Финляндия
- 1972  — Евгений Онегин, опера. Германия. Реж. Вацлав Каслик. Онегин — Германн Прей, Татьяна — Тереса Стратас
- 1978  — Евгений Онегин, опера. Финляндия. Реж. Ханну Хейкинхеймо
- 1984  — Евгений Онегин. США, опера. Реж. Кирк Браунинг. Татьяна — Мирелла Френи. Постановка Чикагской оперы
- 1988  — Евгений Онегин, опера. Восточная Германия — Франция — Чехословакия — Великобритания. Реж. Хамфри Бартон. Онегин — Бернд Вейкл
- 1994  — Евгений Онегин, опера. Великобритания. Режиссёр Хамфри Бартон. Онегин — Войцех Драбович
- 1999  — Онегин. В роли Евгения Онегина — Рэйф Файнс, Татьяна Ларина — Лив Тайлер, Владимир Ленский — Тоби Стивенс
- 2002  — Евгений Онегин, опера. Реж. Дон Кент. Онегин — Питер Маттеи. Постановка в Экс-ан-Провансе
- 2007  — Евгений Онегин, опера. Реж. Брайан Ларж. Онегин — Питер Маттеи. Постановка на Зальцбургском фестивале
- 2007  — Евгений Онегин, опера. Проект The Met: Live in HD (Метрополитен-опера). Исполняют Дмитрий Хворостовский, Рене Флеминг
- 2009  — Евгений Онегин, опера. Онегин — Мариуш Квечень. Постановка Большого театра
- 2009  — Евгений Онегин. Между прошлым и будущим, документальный фильм, реж. Никита Тихонов
- 2013  — Евгений Онегин, опера. Проект The Met: Live in HD (Метрополитен-опера). Дирижёр Валерий Гергиев. Онегин — Мариуш Квечень
- 2024  — Онегин, фильм.

### Кавказский пленник
- 1911   — Кавказский пленник (Русский офицер в плену на Кавказе). Реж. Джованни Витротти. Демонстрация фильма сопровождалась музыкой Цезаря Кюи в аранжировке И. Худякова. Актёры: Михаил Тамаров (офицер-пленник) и другие. Снималась в экспедиции на Кавказе одновременно с картиной «Демон» (по Михаилу Лермонтову и опере Антона Рубинштейна). Фильм не сохранился

### Капитанская дочка
- 1914   — Капитанская дочка (Емелька Пугачёв). Реж. Григорий Либкен и Сигизмунд Веселовский. Актёры: Н. Смирнов (Емельян Пугачёв), Ольга Оболенская (Маша). Первая большая «историческая» постановка на сюжет одноимённой повести с аляповато-оперным оформлением. Фильм не сохранился
- 1928  — Капитанская дочка (Гвардии сержант), реж. Юрия Тарича. Сценарист Виктор Шкловский
- 1934  — Волга в пламени (Volga en flammes), Франция. Реж. Виктор Туржанский
- 1947  — Капитанская дочка, (La figlia del capitano), Италия. Реж. Марио Камерини
- 1958  — Капитанская дочка (La Tempesta[итал.]), Италия. Реж. Альберто Латтуада
- 1959  — Капитанская дочка, фильм Владимира Каплуновского. В ролях: Олег Стриженов (Петр Гринёв), Сергей Лукьянов (Емельян Пугачёв)
- 1962  — Капитанская дочка (La fille du capitaine), Франция. Эпизод телесериала Le théâtre de la jeunesse
- 1965  — Капитанская дочка (La figlia del capitano), Италия
- 1972  — Капитанская дочка (La hija del Capitán), Испания. Эпизод телесериала Novela
- 1976  — Капитанская дочка, телеспектакль Павла Резникова
- 2000  — Русский бунт', реж. Александр Прошкин
- 2005  — Капитанская дочка, анимационный фильм, реж. Екатерина Михайлова
- 2012  — Капитанская дочка (La figlia del capitano), Италия, Джакомо Кампиотти

### Мазепа
- 1996  — Мазепа, опера. Германия, реж. Брайан Лардж. Мазепа — Николай Путилин. Постановка в Мариинском театре

### Маленькие трагедии
- 1971  — Маленькие трагедии, телеверсия спектакля Ленинградского театра драмы имени А. С. Пушкина, в постановке Леонида Вивьен, реж. Антонин Даусон и Леонид Пчёлкин
- 1979  — Маленькие трагедии — реж. Михаил Швейцер
- 2009  — Маленькие трагедии — реж. Ирина Евтеева

#### Каменный гость
- 1967  — Каменный гость — фильм-опера. Реж. Владимир Гориккер. В ролях: Владимир Атлантов (Дон Гуан), Ирина Печерникова, поёт Тамара Милашкина (Дона Анна). Хор и симфонический оркестр Гостелерадио СССР, дирижёр Борис Хайкин
- 1967  — Каменный гость (Kivinen vieras), Финляндия. Эпизод телесериала Teatterituokio
- 1971  — Каменный гость, реж. Антонин Даусон и Леонид Пчёлкин

#### Моцарт и Сальери
- 1914   — Симфония любви и смерти (Моцарт и Сальери, Гений и злодейство), реж. Вячеслав Туржанский. Актёры: Александр Гейрот (Моцарт), Александр Мичурин (Сальери), Ольга Бакланова (Изора) и других артистов студии МХТ. Экранизация с рядом изменений в сюжете. Фильм не сохранился
- 1957  — Моцарт и Сальери, реж. Мераб Джалиашвили
- 1967  — Моцарт и Сальери — фильм-опера. Реж. Владимир Гориккер. В ролях: Иннокентий Смоктуновский, поёт Сергей Лемешев (Моцарт), Петр Глебов, поёт Александр Пирогов (Сальери)
- 1986  — Легенда о Сальери, реж. Вадим Курчевский
- 1986  — Моцарт и Сальери (Mozart y Salieri). Испания. Телесериал La voz humana: сезон 1, эпизод 12

#### Скупой рыцарь
- 1910  — Скупой рыцарь, кинодекламация одноимённого произведения — сцена в подвале в исполнении В. С. Ниглова
- 1913  — Скупой рыцарь, кинодекламация. Исполнитель неизвестен (возможно, В. С. Ниглов в гриме). Сцена снята в той же декорации, что и фильм 1910 года — с теми же аксессуарами

### Медный всадник
- 1911   — На берегу пустынных волн, реж. А. Алексеев; опер. Александр Булла. Актёры: Угрюмов (Пётр I) и другие. Своеобразный игровой фильм о строительстве Петербурга и его великих исторических памятниках. Сюжетно оформлен как мечты Петра Великого, стоящего «на берегу пустынных волн». Фильм не сохранился
- 1915   — В волнах безумия (Медный всадник). Сцен. Борис Мартов, реж. Григорий Либкен; опер. Брицци. Актёры: Е. Стрельская, В. Михалькевич (Евгений — ?)… Фильм о странных психологических переживаниях ненормального человека. Был задуман и начат съёмкой как экранизация поэмы «Медный всадник», но так как съёмки наводнения (во время наводнения в Ярославле) не были вовремя произведены, сценарий был переделан. Фильм не сохранился
- 1982  — Медный всадник, реж. Наталья Бондарчук. Актёры: Н. Бурляев, М. Устименко. Поэму читает С. А. Герасимов. Документально-игровой фильм

### Песнь о вещем Олеге
- 1911   — Песнь о вещем Олеге. «Продалент». Сцен. и реж. А. Алексеев; опер. Александр Булла. В исполнении артистов Петербургского народного дома. Фильм не сохранился
- 1911   — Песнь о вещем Олеге. «Тиман и Рейнгардт». Сцен. и реж. Яков Протазанов. Актёры: С.Тарасов (Олег), Яков Протазанов (кудесник). Фильм не сохранился

### Пиковая дама

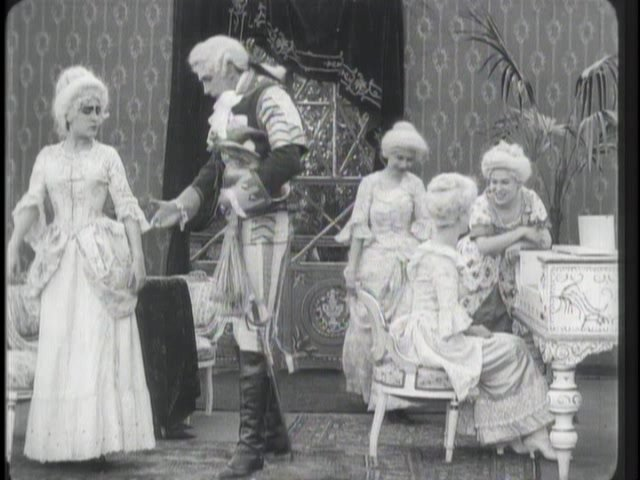
Кадр из фильма «Пиковая дама», 1910

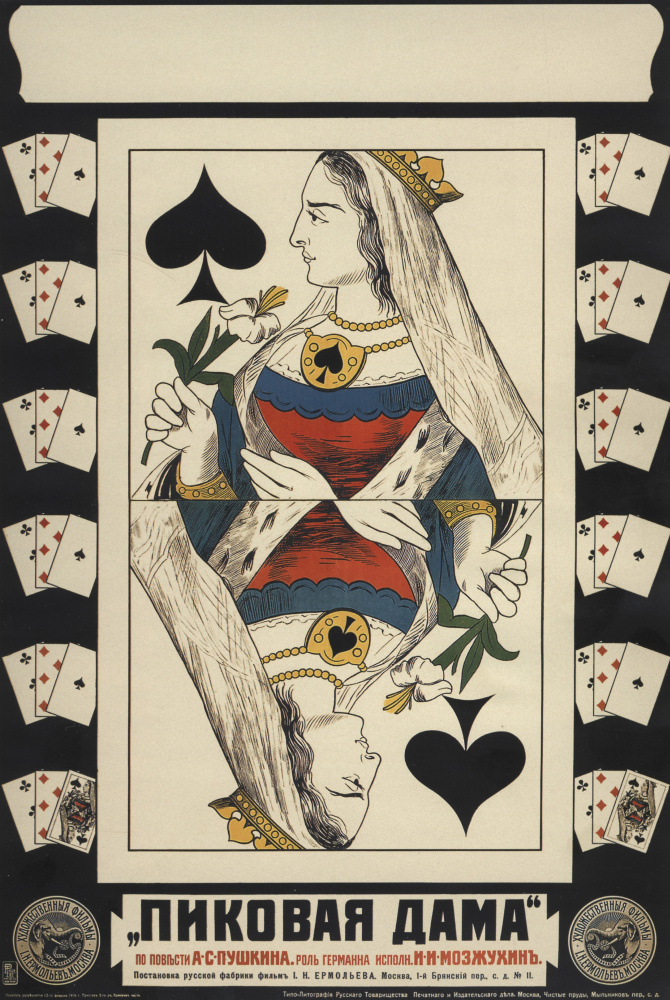
Афиша фильма «Пиковая дама» 1916 года

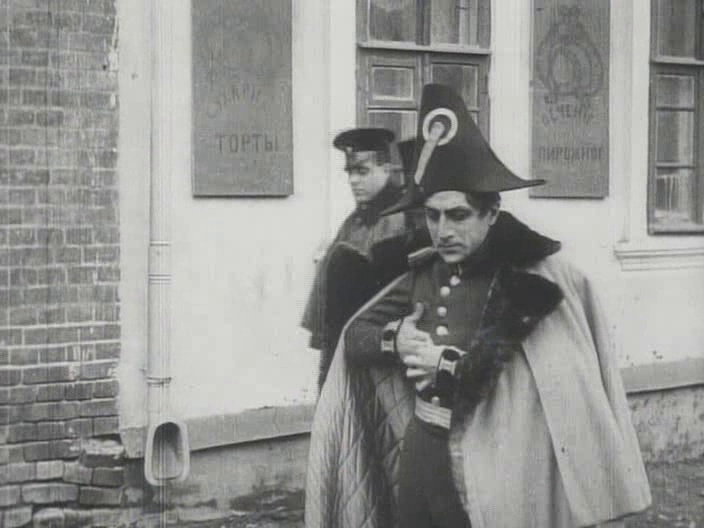
Кадр из фильма «Пиковая дама» 1916 года

- 1910  — Пиковая дама — немой фильм на основе оперы. Сцен. и реж. Пётр Чардынин. Актёры: Павел Бирюков (Герман), Александра Гончарова (Лиза), Антонина Пожарская (графиня), Андрей Громов (Томский)
- 1916  — Пиковая дама — немой фильм Якова Протазанова с Иваном Мозжухиным в роли Германна
- 1918  — Пиковая дама, Германия, реж. Артур Велин
- 1927  — Пиковая дама, Германия, реж. Александр Разумный. Герман — Вальтер Янсенн
- 1937  — Пиковая дама, Франция, реж. Фёдор Оцеп. Германн — Пьер Бланшар
- 1949  — Пиковая дама (Queen of Spades). США. Реж. Торольд Дикинсон. Германн — Антон Уолбрук
- 1949 — Пиковая дама, опера. Великобритания. Германн — Альберт Лиевен
- 1950  — Пиковая дама, опера. США
- 1950  — Пиковая дама (Queen of Spades), США. Часть телесериала The Chevrolet Tele-Theatre. Также в этом сериале указан фильм по Пушкину под названием The Flattering Word (оригинальное произведение не идентифицировано)
- 1955  — Пиковая дама (Queen of Spades), США. Часть телесериала Conrad Nagel Theater
- 1956  — Пиковая дама (A Dama de Espadas), Бразилия. Часть телесериала Grande Teatro Tupi. Также в этом сериале указан фильм по Пушкину под названием Leito de Flores em Campo de Neve (оригинальное произведение не идентифицировано)
- 1957  — Пиковая дама (Queen of Spades), США. Часть телесериала Matinee Theatre
- 1958  — Пиковая дама (La dame de pique), Франция, чёрно-белый телефильм. Реж. Стеллио Лоренци. В роли Томского — Жан Рошфор, Германн — Роже Круазе
- 1961  — Пиковая дама, фильм-опера. Реж. Роман Тихомиров. В ролях: Олег Стриженов (поёт Зураб Анджапаридзе) — Германн, Ольга Красина (поёт Тамара Милашкина) — Лиза, Елена Полевицкая (поёт Софья Преображенская) — Графиня
- 1965  — Пиковая дама, опера. Франция, реж. Леонард Кейжель. Германн — Мишель Сюбор
- 1972 — Пиковая дама (Dama pikowa), Польша. Телефильм
- 1982  — Пиковая дама, опера. ФРГ. Германн — Рене Колло
- 1982  — Пиковая дама — фильм Игоря Масленникова. Германн — Виктор Проскурин
- 1983  — Три карты. Фильм-балет. Реж. Валерий Бунин. По одноимённому балету Кирилла Молчанова. В ролях: Нина Тимофеева (Дама Пик, старая графиня, молодая графиня), Михаил Лавровский (Германн), Иннокентий Смоктуновский; артисты балета Большого театра СССР
- 1988  — Эти… три верные карты…, короткометражный фильм. Реж. Александр Орлов. В ролях Вера Глаголева, Александр Феклистов
- 1988  — Пиковая дама, реж. Пётр Фоменко, Алексей Бураго. Фильм-спектакль
- 1992  — Пиковая дама, опера. Великобритания, режи. Питер Маниура. Герман — Юрий Марусин
- 1999 — Пиковая дама, опера. Реж. Брайан Ларж. Германн — Пласидо Доминго, князь — Дмитрий Хворостовский. Постановка в Линкольн-центре, Нью-Йорк
- 2002  — Пиковая дама, опера. Германия, реж. Брайан Лардж. Лиза — Мария Гулегина. Постановка Мариинского театра
- 2007  — Пиковая дама, опера. Франция, реж. Франсуа Рассиллон. Германн — Владимир Галузин. Постановка Национальной оперы Парижа
- 2016  — Дама пик. Реж. Павел Лунгин

### Повести Белкина

#### Барышня-крестьянка
- 1911  — Барышня-крестьянка
- 1912  — Барышня-крестьянка. Экранизация, выполненная, по-видимому, коллективом кинофабрики А. Ханжонкова под руководством Петра Чардынина. Актёры: Александра Гончарова (Лиза), Арсений Бибиков (Муромский, её отец). Фильм сохранился без надписей
- 1916   — Барышня-крестьянка, реж. Ольга Преображенская. Фильм не сохранился
- 1970  — Барышня-крестьянка (телефильм)
- 1995  — Барышня-крестьянка, режиссёр Алексей Сахаров

#### Выстрел
- 1911   — Второй выстрел. Сцен. и реж. Владимир Кривцов. Действие перенесено в Германию, изменены имена. Фильм не сохранился
- 1911   — Забытый долг. Реж. Кай Ганзен. Актёры: А. Бестужев (граф Ольшевский), Л. Туза-Каренина (его жена), Николай Веков (Петров). Сюжет целиком взят из повести А. С. Пушкина (без указания на заимствование и с изменением имён действующих лиц). Фильм не сохранился
- 1918  — Выстрел. Реж. Георгий Азагаров, Вячеслав Висковский
- 1920  — Красавица Катя (Krasavice Káťa), Чехословакия, реж. Вацлав Бинове
- 1939  — Выстрелы (Coups de feu), Франция, реж. Рене Барбери
- 1941  — Выстрел (Un colpo di pistola), Италия, реж. Ренато Кастеллани
- 1953  — Валет червей (Jack of Hearts). США. Эпизод телесериала Your Favorite Story. Судя по описанию, сюжет «Выстрела», перенесённый в англоязычные реалии с изменением имён
- 1965  — Выстрел (пол. Wystrzal, в советском прокате: «Несостоявшаяся дуэль»; Польша, реж. Ежи Антчак
- 1966  — Выстрел, реж. Наум Трахтенберг
- 1968  — Пистолетный выстрел (The Pistol Shot). Великобритания. Эпизод телесериала Theatre 625
- 1981  — «Повести Белкина. Выстрел», телеспектакль, режиссёр Пётр Фоменко
- 2010  — Выстрел (The shot). США. Реж. Эндрю Хэмер. Действие перенесено во времена Американской революции

#### Гробовщик
- 1991  — Повести Белкина / Гробовщик, реж. Пётр Фоменко

#### Метель
- 1918  — Метель. Ольга Гзовская выступила в роли соавтора сценария и исполнительницы роли Маши
- 1964  — Метель, реж. Владимир Басов
- 1974  — Если это не любовь, то что же? В ролях Спартак Мишулин
- 1991  — Метель. Фильм-балет. Реж. Алексей Бадрак. Русский камерный театр. Хореографическая фантазия на музыку Свиридова

#### Станционный смотритель
- 1918  — Станционный смотритель, реж. Александр Ивановский
- 1925  — Коллежский регистратор, реж. Юрий Желябужский, Иван Москвин. Фильм считается «эталоном пушкинских экранизаций немого кино советского периода»[2]
- 1929  — Эротикон (Erotikon), Чехия, реж. Густав Махаты.
- 1938  — Ностальгия (Nostalgie). Франция, реж. Виктор Туржанский
- 1940  — Почтмейстер (Der Postmeister), Германия, Австрия, реж. Густав Учицки
- 1946  — Крест любви (Rakkauden risti). Финляндия, реж. Теуво Тулио
- 1949  — У пропасти (Uçuruma dogru), Турция, реж. Садан Камил
- 1955  — Дуня (Dunja), Австрия, реж. Йозеф фон Баки
- 1965  — Почтмейстер (De postmeester), Нидерланды, реж. Пол Пауэлс
- 1968  — Почтмейстер (Poczmistrz), Польша,, реж. Станислав Ленартович.
- 1972  — Станционный смотритель, реж. Сергей Соловьёв
- 1973  — Сенсуэла (Sensuela), Финляндия, реж. Теуво Тулио

- 1979  — Бал. Использованы «Повести И. П. Белкина», «Роман в письмах», «Мы проводили вечер на даче», «Дуэль», «Рославлев». Реж. Дина Лукова

### Полтава

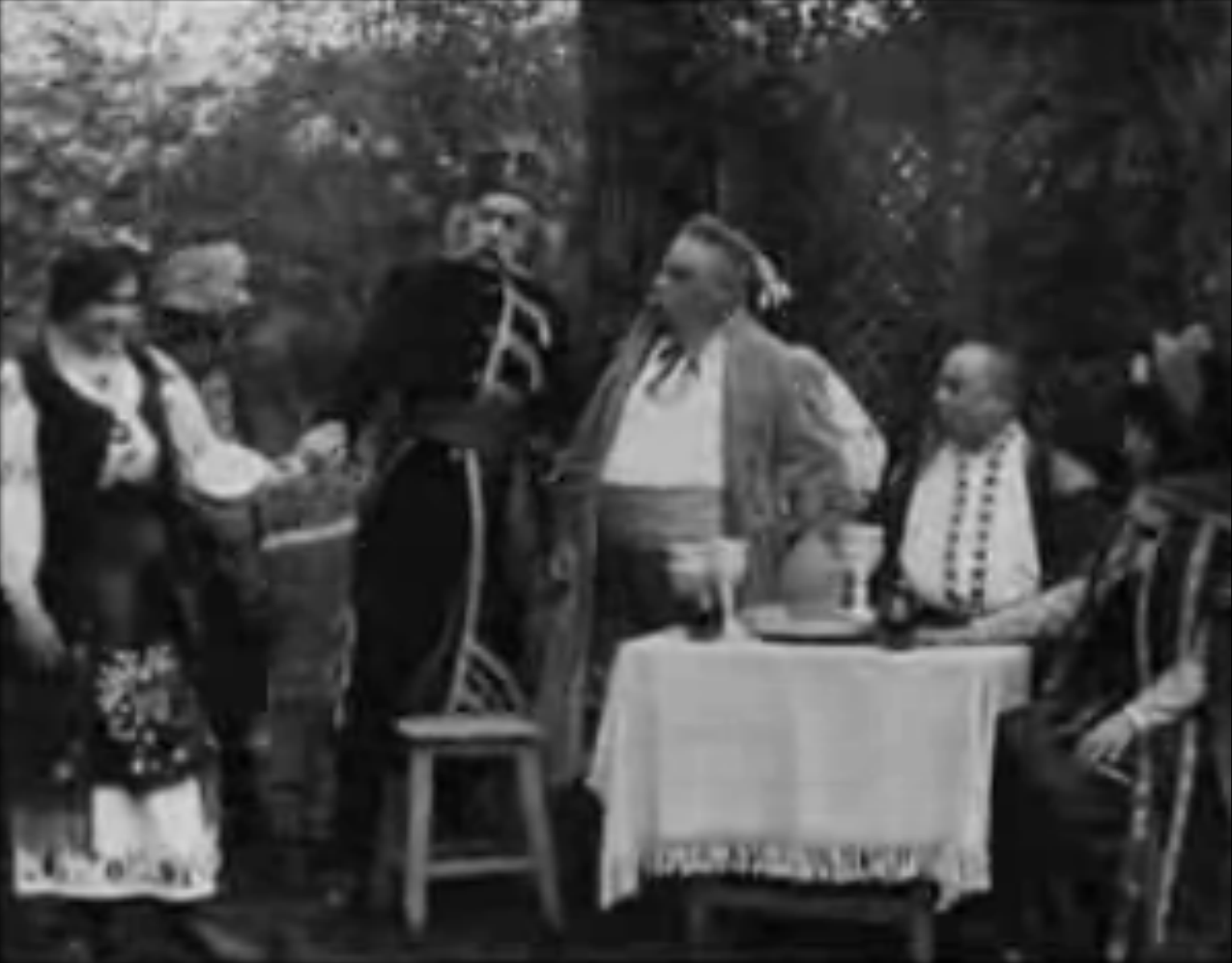
Кадр из фильма «Мазепа», 1909 год

- 1909  — Мазепа — немой фильм по либретто оперы «Мазепа». Сцен. и реж. Василий Гончаров. Актёры: Василий Степанов (Кочубей), Андрей Громов (Мазепа), Раиса Рейзен (Мария), Антонина Пожарская (её мать)
- 1911   — Кочубей в темнице (Полтава, Допрос Кочубея), кинодекламация. Экранизация сцен из поэмы в исполнении А. А. Верещагина и В. Н. Глебовой. Фильм не сохранился
- 1913   — Мазепа, реж. Д. Сахненко. Фильм не сохранился
- 1915   — Допрос Кочубея, экранизация сцены из поэмы, исполнитель неизвестен. Фильм не сохранился

### Путешествие в Арзрум
- 1936  — Путешествие в Арзрум — вольная переработка, реж. Моисей Левин, Борис Медведев

### Русалка

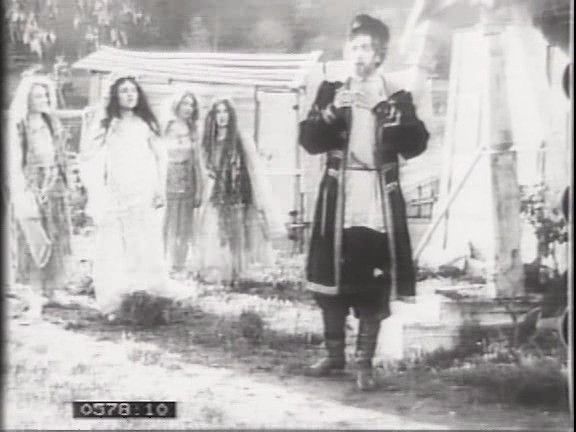
Кадр из фильма «Русалка», 1910

- 1910  — Русалка, немой фильм на основе оперы Даргомыжского. Реж. Василий Гончаров. Актёры: Василий Степанов (мельник), Александра Гончарова (Наташа, его дочь), Андрей Громов (князь)
- 1971  — Русалка, фильм-опера

### Руслан и Людмила
- 1914   — Руслан и Людмила — фильм Владислава Старевича. Актёры: Иван Мозжухин (Руслан), Софья Гославская (Людмила), Арсений Бибиков (Владимир Красное Солнышко). Фильм не сохранился
- 1938  — Руслан и Людмила — реж. Иван Никитченко и Виктор Невежин. Руслан — Сергей Столяров, Людмила — Людмила Глазова
- 1972  — Руслан и Людмила, реж. Александр Птушко
- 1996 — Руслан и Людмила, опера. Россия, Япония, Великобритания, реж. Ханс Хюльсхер. Людмила — Анна Нетребко.

### Сказка о золотом петушке
- 1967  — Сказка о золотом петушке, реж. Александра Снежко-Блоцкая
- 1998  — Золотой петушок (The Golden Rooster), Россия — США. Серия мультсериала Stories from My Childhood Михаила Барышникова
- 2003  — Золотой петушок (Le coq d’or), Франция, Великобритания, Томас Грим. Запись оперы Римского-Корсакова. Постановка Театра Шатле

### Сказка о мёртвой царевне и о семи богатырях
- 1914  — Сказка о мёртвой царевне и о семи богатырях, производство Александр Ханжонков. Реж. Петр Чардынин (?); опер. Владислав Старевич и Александр Рылло. Актёры: Софья Гославская (царевна), Александр Херувимов (царь), Ольга Оболенская (мачеха), Лидия Триденская (Чернавка), Иван Мозжухин (царевич Елисей)
- 1951  — Сказка о мёртвой царевне и о семи богатырях, реж. Иван Иванов-Вано
- 1978  — Осенние колокола. Реж. Владимир Гориккер

### Сказка о попе и о работнике его Балде
- 1936   — Сказка о попе и о работнике его Балде — рисованный мультфильм, реж. Михаил Цехановский, композитор Дмитрий Шостакович. Отснятый материал фильма был утрачен при пожаре на складе «Ленфильма» в начале Великой Отечественной войны, сохранился лишь шестиминутный фрагмент «Базар»
- 1940  — Сказка о попе и его работнике Балде — рисованный мультфильм, реж. Пантелеймон Сазонов
- 1956  — Сказка о попе и о работнике его Балде — кукольный мультфильм, реж. Анатолий Каранович
- 1973  — Сказка о попе и о работнике его Балде — рисованный мультфильм, реж. Инесса Ковалевская

### Сказка о рыбаке и рыбке
- 1911  — Сказка о рыбаке и рыбке, «Братья Пате». Реж. Кай Ганзен. Актёры: Николай Васильев (старик), Лидия Сычёва (старуха). Фильм сохранился, титры восстановлены
- 1913   — Сказка о рыбаке и рыбке (Сказка о золотой рыбке). Реж. Александр Иванов-Гай. Актёры: Николай Семенов (старик), Прасковья Максимова (старуха). Начата постановкой в 1911 году в Севастополе. Фильм не сохранился
- 1937  — Сказка о рыбаке и рыбке, мультфильм. Реж. Александр Птушко
- 1950  — Сказка о рыбаке и рыбке, реж. Михаил Цехановский
- 1986  — О рыбаке и рыбке (O rybáři a rybce), Чехословакия. Телефильм

### Сказка о царе Салтане
- 1943  — Сказка о царе Салтане — мультфильм
- 1967  — Сказка о царе Салтане, реж. Александр Птушко
- 1984  — Сказка о царе Салтане — мультфильм. Реж. Иван Иванов-Вано, Лев Мильчин
- 1998  — Князь и лебедь (The Prince and the Swan), Россия — США. Серия мультсериала Stories from My Childhood Михаила Барышникова

### Стихотворения
- 1911  — Жених. Реж. Кай Ганзен. Сохранился неполностью и без титров, актёры неизвестны
- 1916   — Под вечер осени ненастной… Актёры: Николай Салтыков, Беатриче (Блажевич), Владимир Карин, З. Валевская. Фильм не сохранился
- 1917   — Чёрная шаль. Актёры: Алиса Коонен (гречанка), В. Ирлатов (Георгий), Л. Гребенщиков (армянин). Фильм не сохранился
- 1993  — Мне скучно, бес. Использованы фрагменты текста Пушкина о Фаусте и Мефистофеле
- 1994  — Российский народный триллер. Реж. Игорь Мыленко. Ироническая экранизация стихотворения Пушкина «Утопленник»

### Цыганы
- 1910  — Цыгане. «Братья Пате». Первый цветной фильм, сделан методом ручной покадровой раскраски в Париже на кинофабрике «Гомон»

## Фильмы о Пушкине
В скобках фильмы, где Пушкин является второстепенным героем или появляется в эпизоде
- 1910  — Жизнь и смерть Пушкина', поставленный Василием Гончаровым. Немой фильм, раскритикованный публикой. В роли поэта — Владимир Кривцов
- 1927  — Поэт и царь'. Стал вторым историко-биографическим фильмом в истории советского кино после выпущенной несколько ранее ленты «Степан Халтурин» и второй картиной о жизни Пушкина
- 1928  — Новоселье Пушкина. Единственный игровой фильм Николая Ходатаева
- 1936  — Путешествие в Арзрум
- 1937  — Юность поэта
- (1946  — Глинка. В роли Пушкина — Петр Алейников)
- (1955  — Молдавские напевы. В роли Пушкина — Сергей Некрасов)
- (1956  — Композитор Глинка. В роли Пушкина — Лев Дурасов)
- 1958  — Пушкин, фильм-спектакль. Реж. Виктор Комиссаржевский. В ролях: Всеволод Якут (Пушкин), С. Гушанский (Жуковский). Фрагменты из спектакля Московского театра им. М. Н. Ермоловой по одноимённой пьесе А. Глобы
- (1959  — Песня о Кольцове. В роли Пушкина — Александр Михайлов)
- 1967  — Гибель Пушкина
- 1977  — Я к вам лечу воспоминаньем…, короткометражный по рисункам и рукописям Пушкина, реж. Андрей Хржановский
- 1980  — И с вами снова я, короткометражный по рисункам и рукописям Пушкина, реж. Андрей Хржановский
- 1981  — И с вами снова я...
- (1982  — Наследница по прямой)
- 1982  — Осень, короткометражный по рисункам и рукописям Пушкина, реж. Андрей Хржановский
- 1986  — Последняя дорога. Реж. Леонид Менакер. О дуэли и её последствиях
- (1986  — Лермонтов, реж. Николай Бурляев. В роли Пушкина — Борис Плотников)
- 1992  — Романс о поэте
- (1995  — Грибоедовский вальс, реж. Тамара Павлюченко. В роли Пушкина — Юрий Беркун).
- (1998  — День полнолуния, режиссёр Карен Шахназаров. В роли Пушкина — Евгений Стычкин. Представленная в фильме встреча Пушкина с юной калмычкой занимает в «Путешествии в Арзрум» строк пятнадцать.)
- 1999  — Живой Пушкин (к 200-летию А. С. Пушкина). Реж. Леонид Парфёнов
- 2000  — телетрилогия Suzanj, Eho, Andjeo. Сербия. Реж. Слободан З. Йованович.
- 2003  — Пинежский Пушкин, мультфильм о жизни Пушкина на севере
- 2006  — Пушкин. Последняя дуэль. В роли Пушкина — Сергей Безруков
- 2007  — Одна любовь души моей, телесериал. В роли Пушкина — Сергей Безруков, Игорь Днестрянский, Юрий Тарасов
- 2007  — 18-14, приключенческий фильм на вымышленный сюжет
- 2025 Пророк. История Александра Пушкина